# ボーイフレンド降臨!
『ボーイフレンド降臨!』（ボーイフレンドこうりん）は、2022年10月15日から12月17日までテレビ朝日系「オシドラサタデー」枠にて放送されたテレビドラマ。主演は髙橋海人（King & Prince）。
なお、本作から「オシドラサタデー」枠の放送尺は30分に戻るが、放送時間が23時 - 23時30分となることに伴い、本来この時間帯に放送されていた「土曜ナイトドラマ」枠は30分繰り下げられ、23時30分 - 翌0時に放送されることとなった。

## あらすじ

### 第1話
小さな広告代理店に勤める茶谷かしこと、かしこの高校の同級生で小劇団の女優の佐藤渉は、記憶喪失の青年と出会う。渉は、その青年を「アサヒ」と命名し、ひょんなことから、アサヒはかしこの勤める広告代理店でアルバイトとして働くことになり、社長の青柳有造・かしこの同僚の白鳥陽大・赤井美香・黒瀬顕介も歓迎する。

### 第2話
アサヒが有名な現代美術家の漆畑澄人なのではと気づいたかしこと渉。しかし、かしこの広告代理店の仕事のため、アサヒには黙っていることにする。渉はかしこに漆畑澄人だというのは「人違い」だと言い、それを信じた渉は、アサヒの身元捜しに奔走する。そんな中、アサヒのことを知る津久井エマと遭遇するが、エマはなぜかアサヒに激怒し、立ち去ってしまう。

### 第3話
かしこが会社のためにアサヒの正体を隠す一方、渉はアサヒに恋をしてしまう。そんな中、広告コンペのオリエンテーションに参加したかしこは、大手広告代理店の中越透から、漆畑澄人の父は大物政治家の漆畑清澄だと聞かされる。一方、アサヒは渉の恋人の榎田要の強引な誘いで舞台の稽古に参加し、即興劇に参加したところ、断片的に漆畑澄人の頃の記憶が戻り、異変を見せる。

### 第4話
アルバイトをする広告代理店の社長・青柳有造から特別ボーナスをもらったアサヒは、かしこと渉をレジャー施設に誘う。

### 第5話
かしこも、アサヒに恋をしてしまうが、すぐに渉にそのことがバレてしまう。そこで、二人は、互いに抜け駆けしないように「ボーイフレンド協定」を結ぶが、そのことで、かえってかしこは、アサヒのことを意識してしまう。

### 第6話
広告代理店のプレゼンに参加する準備のために、アサヒは、かしこと一緒にスーツを買いに行く。アサヒのスーツ姿に、かしこはアサヒへの想いが強くなっていることに気づく。一方、渉は、かしことの「ボーイフレンド協定」を破棄することを宣言し、アサヒに告白する。

### 第7話
かしこたちの広告代理店は、見事コンペに勝ち、会社のみんなで祝勝会を開くことになった。祝勝会の場で、かしこは自身の想いをアサヒに告白し、アサヒもそれを受け入れる。あとはアサヒに正体を明かすのみとなったが、かしこが正体を明かす前に、アサヒはすべての記憶を取り戻す。アサヒは、かしこ達が知っていて黙っていたことを知り、かしこ達の前から去ってしまう。

### 第8話
記憶を取り戻したアサヒは、漆畑澄人としての生活に戻る。一方、かしこの広告代理店は、コンペに勝ち大型案件を獲得したものの、漆畑澄人の画風を真似ているのではとの指摘により、採用を白紙にされてしまう。これによりかしこの会社は倒産の危機に陥り、かしこは漆畑澄人のもとを訪れる。一方、澄人は偶然再会した要から、台本を渉に渡すように強引に頼まれる。

### 最終話
澄人は、かしこに連絡するが、かしこから返答がない。渉から、かしこが行方不明であることを聞かされ、社長の青柳から会社を畳むことを聞かされた澄人は、かしこ達の会社のために尽力する。

## キャスト

### 主要人物
アサヒ / 漆畑澄人（うるしばた すみと）〈23〉
演 - 髙橋海人（King & Prince）
事故に遭ったことで記憶喪失となった謎の青年。
茶谷かしこ（ちゃたに かしこ）〈35〉
演 - 桜井ユキ（高校時代：佐藤愛桜）
広告代理店「ミュー&ホミー広告社」勤務。自分に自信が持てずにいる。
佐藤渉（さとう わたる）〈35〉
演 - 田中みな実（高校時代：佐藤ひなた）
舞台女優。かしことは高校時代からの親友。
同棲中の彼氏・榎田要が小劇団を主宰しており、自身も演者や裏方仕事を務めている。

### ミュー&ホミー広告社
黒瀬顕介（くろせ けんすけ）
演 - 末澤誠也（Aぇ! group/関西ジャニーズJr.）
デザイナー。
赤井美香（あかい みか）
演 - 伊藤修子
事務員。
白鳥陽大（しらとり あきひろ）
演 - 本多力
営業担当。かしこの同僚。
青柳有造（あおやぎ ゆうぞう）
演 - 光石研
社長。

### その他
榎田要（えのきだ かなめ）
演 - 三宅健（特別出演）
渉と同棲中の交際相手。小劇団「KANAME座」主宰。
津久井エマ（つくい エマ）
演 - 片岡凜
アサヒの過去を唯一知る女性。
漆畑清澄（うるしばた きよすみ）
演 - 堀部圭亮
澄人の父。
中越透（なかごし とおる）
演 - 坪倉由幸（我が家）
大手広告代理店「電陽堂」勤務。漆畑澄人と面識がある。

### ゲスト

#### 第1話
浅桜沙世子
演 - 濱田マリ
かしこの会社の取引先の社長。
警官
演 - 前野朋哉
アサヒが入院している病室で、かしこに彼との関係性について質問する。

#### 第2話
司会者
演 - 高木晋哉（ジョイマン）
アサヒが出演した番組の司会者。

タカシくん
声 - 池谷和志（ジョイマン）
迷子になったインコ。

#### 第3話
劇団員
演 - 阿瀬川健太
一緒に稽古する劇団員。

#### 最終話
記者
演 - 弘中綾香（テレビ朝日アナウンサー）
漆畑澄人に質問をする記者。

## スタッフ
- 脚本 - 田辺茂範[3]
- 音楽 - ワンミュージック
- 主題歌 - King & Prince「彩り」（Johnnys' Universe）[14]
- 監督 - 新城毅彦、中前勇児[3]、片山修、星野和成
- ゼネラルプロデューサー - 中川慎子（テレビ朝日）[3]
- プロデューサー - 残間理央（テレビ朝日）、尾花典子（ジェイ・ストーム）、森田美桜（AOI Pro.）[3]、小林麻衣子（テレビ朝日）
- 制作協力 - AOI Pro.
- 制作著作 - テレビ朝日、ジェイ・ストーム

## 放送日程
| 各話   | 放送日   | サブタイトル                               | 監督     |
| ------ | -------- | ------------------------------------------ | -------- |
| 第1話  | 10月15日 | 無防備男子アサヒ、降臨!                    | 新城毅彦 |
| 第2話  | 10月22日 | 無防備キス!? アサヒの恋が急加速!           | 中前勇児 |
| 第3話  | 10月29日 | 泣かないで…涙のバックハグ                  | 中前勇児 |
| 第4話  | 11月05日 | キス降臨? 「僕のこと、好きなんでしょ…?」   | 中前勇児 |
| 第5話  | 11月12日 | エアハグで揺れる…恋の協定                  | 片山修   |
| 第6話  | 11月19日 | この気持ち、好きってことなのかも           | 星野和成 |
| 第7話  | 12月03日 | 屋上で最後のキス                           | 星野和成 |
| 第8話  | 12月10日 | すれ違う恋…諦めたくないんです!             | 中前勇児 |
| 最終話 | 12月17日 | これから描く未来には、いつも君がいてほしい | 中前勇児 |

- 初回は23時 - 翌0時の30分拡大放送。
- 11月26日は『2022 FIFAワールドカップ ポーランド×サウジアラビア』中継（21時40分 - 翌1時）[16]のため休止。

## スピンオフドラマ
『黒瀬降臨!』（くろせこうりん）と題し、前編を本編第6話終了後、後編を第7話終了後より、それぞれ動画配信サービス「TELASA」にて配信。主演は末澤誠也（Aぇ! group/関西ジャニーズJr.）。
末澤演じるデザイナー・黒瀬顕介の素顔と茶谷かしこ・佐藤渉との間で繰り広げられる三角関係を描いていく。

### 出演
- 黒瀬顕介 - 末澤誠也（Aぇ! group/関西ジャニーズJr.）
- 茶谷かしこ - 桜井ユキ[17]
- 佐藤渉 - 田中みな実[17]
- 赤井美香 - 伊藤修子[17]
- 白鳥陽大 - 本多力[17]
- 青柳有造 - 光石研[17]
- 星田英利[17]

### スタッフ
- 脚本 - 政池洋佑[17]
- 監督 - 島添亮[17]
- ゼネラルプロデューサー - 中川慎子（テレビ朝日）
- プロデューサー - 残間理央（テレビ朝日）、尾花典子（ジェイ・ストーム）、森田美桜（AOI Pro.）、小林麻衣子（テレビ朝日）
- 制作 - テレビ朝日、ジェイ・ストーム

### 配信日程
| 各話 | 配信日   |
| ---- | -------- |
| 前編 | 11月19日 |
| 後編 | 12月03日 |